# Oréopithèque
Oreopithecus
Genre
Espèce
L’Oréopithèque est un genre éteint de singes appartenant à la super-famille des hominoïdes. On en a trouvé des fossiles en Toscane et en Sardaigne (Italie) datant du Miocène supérieur, vers 8 millions d'années. L'Oréopithèque se distingue par une forme de bipédie précoce, différente de la bipédie apparue un peu plus tard chez les hominines.

## Historique
Le genre Oreopithecus comprend une seule espèce, Oreopithecus bambolii. La dénomination a été créée en 1872 par son découvreur, le paléontologue français Paul Gervais. Le nom de genre (issu du grec) signifie « singe des collines », et le nom de l'espèce fait référence au lieu de la première découverte, le hameau de Montebamboli (it), en Toscane.
En 1958, le paléontologue suisse Johannes Hürzeler (de) découvrit un squelette fossile complet d'Oréopithèque dans une exploitation de lignite à Baccinello, en Toscane. L'examen du bassin et des pieds de ce fossile daté d'environ 8 millions d'années (Miocène supérieur) suggéra que l'espèce était capable de se maintenir en position bipède, ce qui amena Hürzeler à en faire un ancêtre de l'Homme pratiquant une bipédie terrestre courante.

## Bipédie
L'habitat de l'oréopithèque semble avoir été constitué de marécages et non de savanes ou de forêts.
Les fossiles, datant de 7 à 8 millions d'années, sont assez nombreux et complets pour observer plusieurs traits caractéristiques d'une certaine adaptation à la marche en position redressée : largeur du talon, courbure lombaire, morphologie du fémur et du bassin, court et élargi. Sa face courte et sa denture ont également contribué à amener certains chercheurs à le rapprocher initialement des homininés. Les fossiles d'oréopithèque traduisent en fait l'apparition très ancienne d'une forme de bipédie, inconnue chez les autres espèces de primates contemporaines ou immédiatement postérieures.
Dès les années 1980, les chercheurs établissent que la locomotion de l'oréopithèque est très occasionnellement bipède : ses membres supérieurs sont nettement adaptés à la suspension. En outre, son pied évoque les pattes d’oiseaux et présente une anatomie différente de celle des premiers ancêtres bipèdes de l’Homme, tels que les Australopithèques. Ses vertèbres lombaires et son sacrum sont proches de ceux des grands singes et non des ancêtres de l'Homme. Il faut ainsi envisager une vie essentiellement arboricole (déplacement suspendu) accompagnée de déplacements bipèdes au sol, rendus possibles par le milieu insulaire et l'absence de prédateurs. Cette bipédie est toutefois différente de celles des hominines.
Le répertoire locomoteur de l'Oréopithèque souligne les relations fonctionnelles entre l'aptitude à la bipédie et l'adaptation à la suspension et au grimper vertical. Il semble soutenir l'hypothèse des origines arboricoles de la bipédie et de ce que les biologistes évolutionnistes appellent une exaptation.

## Analyse
L'Oréopithèque pourrait descendre du Griphopithèque, le premier hominidé connu sur le continent européen, il y a environ 16 millions d'années. Il aurait évolué de manière isolée pendant au moins deux millions d'années en Méditerranée, dans une ile qui devait devenir la Toscane d’aujourd'hui. Il n'y avait là aucun grand prédateur et les singes n'avaient pas d'ennemis naturels. Plus tard, probablement pendant une période glaciaire, quand le niveau de la mer a baissé dans le monde entier, un pont de terre est apparu et a relié l'ile au continent. De nouvelles espèces, et parmi elles de grands prédateurs, ont alors eu la possibilité d'envahir cet environnement isolé où des animaux comme l’Oréopithèque étaient des proies faciles. Très vite ce primate, comme d'autres créatures de l'ile, a disparu.

## Position phylogénétique
Phylogénie des familles de singes, d'après Perelman et al. (2011) et Springer et al. (2012) :
| Cercopithecoidea | Cercopithecidae (Babouin, Macaque, Colobe…)                                                                   |
|                  | Cercopithecidae (Babouin, Macaque, Colobe…)                                                                   |
| Hominoidea       | \| \| Hylobatidae (Gibbon) \| \| \| \| \| \| Hominidae (Orang-outan, Gorille, Chimpanzé et Homme) \| \| \| \| |
|                  | \| \| Hylobatidae (Gibbon) \| \| \| \| \| \| Hominidae (Orang-outan, Gorille, Chimpanzé et Homme) \| \| \| \| |
|                  | Hylobatidae (Gibbon)                                                                                          |
|                  | |
|                  | Hominidae (Orang-outan, Gorille, Chimpanzé et Homme)                                                          |
|                  | |

|  | Hylobatidae (Gibbon)                                 |
|  |                                                      |
|  | Hominidae (Orang-outan, Gorille, Chimpanzé et Homme) |
|  |                                                      |

|  | Cebidae (Sapajou, Singes-écureuil, Ouistiti, Tamarin…)                                                  |
|  | |
|  | \| \| Pitheciidae (Saki, Ouakari, Titi…) \| \| \| \| \| \| Atelidae (Atèle, Singe-hurleur…) \| \| \| \| |
|  | |
|  | Pitheciidae (Saki, Ouakari, Titi…)                                                                      |
|  | |
|  | Atelidae (Atèle, Singe-hurleur…)                                                                        |
|  | |

|  | Pitheciidae (Saki, Ouakari, Titi…) |
|  |                                    |
|  | Atelidae (Atèle, Singe-hurleur…)   |
|  |                                    |

| Cercopithecoidea | Cercopithecidae (Babouin, Macaque, Colobe…)                                                                   |
|                  | Cercopithecidae (Babouin, Macaque, Colobe…)                                                                   |
| Hominoidea       | \| \| Hylobatidae (Gibbon) \| \| \| \| \| \| Hominidae (Orang-outan, Gorille, Chimpanzé et Homme) \| \| \| \| |
|                  | \| \| Hylobatidae (Gibbon) \| \| \| \| \| \| Hominidae (Orang-outan, Gorille, Chimpanzé et Homme) \| \| \| \| |
|                  | Hylobatidae (Gibbon)                                                                                          |
|                  | |
|                  | Hominidae (Orang-outan, Gorille, Chimpanzé et Homme)                                                          |
|                  | |

|  | Hylobatidae (Gibbon)                                 |
|  |                                                      |
|  | Hominidae (Orang-outan, Gorille, Chimpanzé et Homme) |
|  |                                                      |

|  | Cebidae (Sapajou, Singes-écureuil, Ouistiti, Tamarin…)                                                  |
|  | |
|  | \| \| Pitheciidae (Saki, Ouakari, Titi…) \| \| \| \| \| \| Atelidae (Atèle, Singe-hurleur…) \| \| \| \| |
|  | |
|  | Pitheciidae (Saki, Ouakari, Titi…)                                                                      |
|  | |
|  | Atelidae (Atèle, Singe-hurleur…)                                                                        |
|  | |

|  | Pitheciidae (Saki, Ouakari, Titi…) |
|  |                                    |
|  | Atelidae (Atèle, Singe-hurleur…)   |
|  |                                    |

La position taxonomique de l'Oréopithèque continue d'être débattue. Selon le paléoprimatologue canadien David Begun, il convient de le placer comme un taxon basal des Hominidae, issu d'une branche détachée du tronc commun avant la séparation entre Homininae et Ponginae, intervenue il y a environ 15 millions d'années.

Phylogénie des genres actuels d'hominidés, d'après Shoshani et al. (1996) et Springer et al. (2012) :
| Gorillini | Gorilla (Gorille)                                                                                             |
|           | Gorilla (Gorille)                                                                                             |
| Hominini  | \| Panina \| Pan (Chimpanzé) \| \| \| Pan (Chimpanzé) \| \| Hominina \| Homo (Homme) \| \| \| Homo (Homme) \| |
|           | \| Panina \| Pan (Chimpanzé) \| \| \| Pan (Chimpanzé) \| \| Hominina \| Homo (Homme) \| \| \| Homo (Homme) \| |
| Panina    | Pan (Chimpanzé)                                                                                               |
|           | Pan (Chimpanzé)                                                                                               |
| Hominina  | Homo (Homme)                                                                                                  |
|           | Homo (Homme)                                                                                                  |

| Panina   | Pan (Chimpanzé) |
|          | Pan (Chimpanzé) |
| Hominina | Homo (Homme)    |
|          | Homo (Homme)    |

| Gorillini | Gorilla (Gorille)                                                                                             |
|           | Gorilla (Gorille)                                                                                             |
| Hominini  | \| Panina \| Pan (Chimpanzé) \| \| \| Pan (Chimpanzé) \| \| Hominina \| Homo (Homme) \| \| \| Homo (Homme) \| |
|           | \| Panina \| Pan (Chimpanzé) \| \| \| Pan (Chimpanzé) \| \| Hominina \| Homo (Homme) \| \| \| Homo (Homme) \| |
| Panina    | Pan (Chimpanzé)                                                                                               |
|           | Pan (Chimpanzé)                                                                                               |
| Hominina  | Homo (Homme)                                                                                                  |
|           | Homo (Homme)                                                                                                  |

| Panina   | Pan (Chimpanzé) |
|          | Pan (Chimpanzé) |
| Hominina | Homo (Homme)    |
|          | Homo (Homme)    |